# Sarah Elena Müller

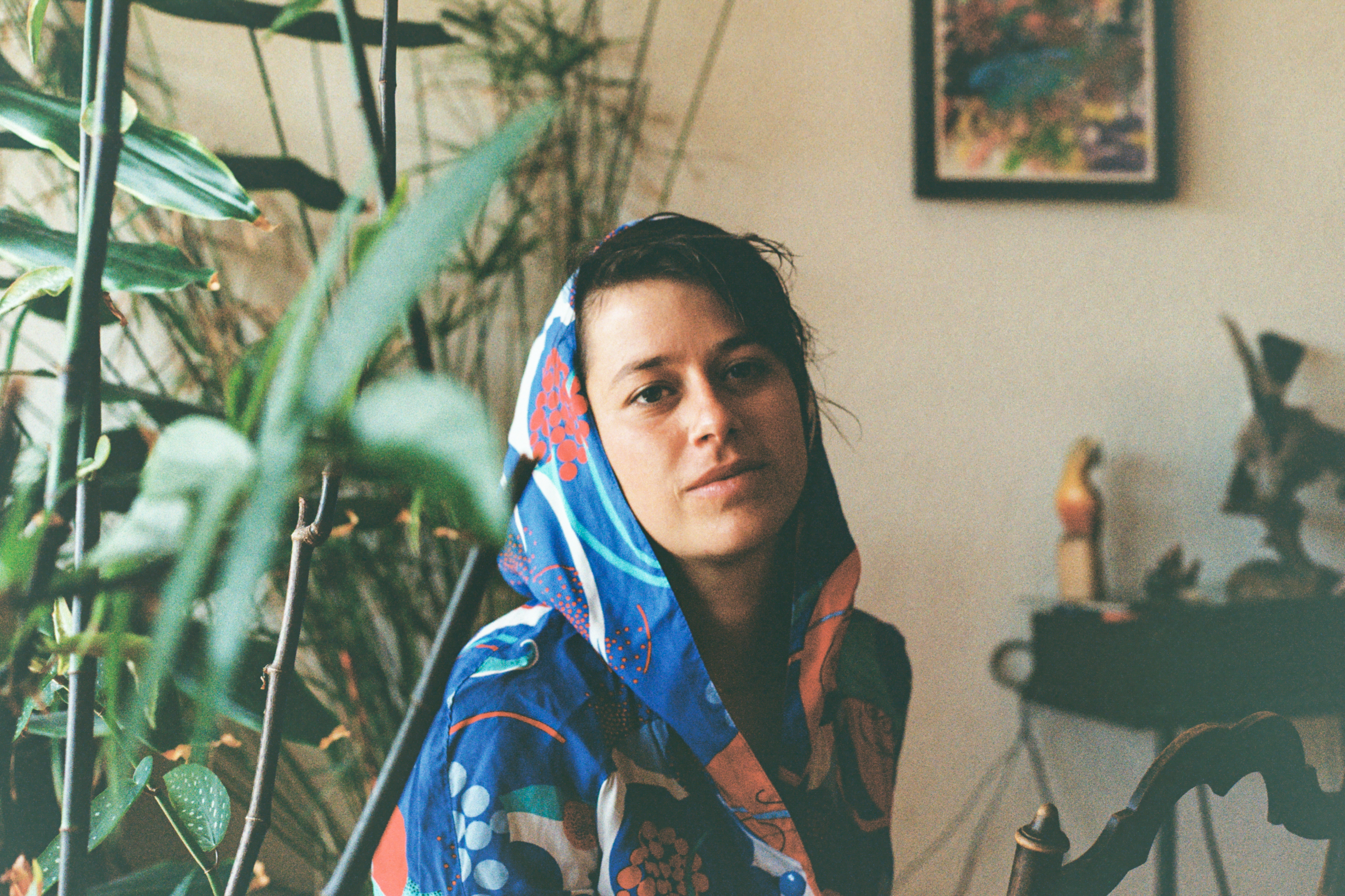
Porträt von Sarah Elena Müller, 2023, aufgenommen von Ari Wimmer

Sarah Elena Müller (geb. 1990) ist eine multimediale Schweizer Autorin, Künstlerin und Musikerin. Sie arbeitet spartenübergreifend und interdisziplinär in Literatur, Musik, Virtual Reality, Hörspiel und Performance. 2023 erschien ihr Debütroman Bild ohne Mädchen und wurde für den Schweizer Buchpreis nominiert.

## Leben
Sarah Elena Müller ist in Amden aufgewachsen. Sie studierte freie Kunst an der Hochschule der Künste Bern und an der F+F Schule für Kunst und Mediendesign. Ihre erste Erzählung, Fucking God, erschien 2015 beim Verlag Büro für Problem. Gemeinsam mit der Sängerin Milena Krstić formierte sie als Ghostwriterin und Musikerin das Spoken-Pop-Duo Cruise Ship Misery, das 2019 sein Debütalbum Urteil veröffentlichte. 2021 erschien die Mundart-Kolumnensammlung Culturestress – Endziit isch immer scho inbegriffe beim Verlag Der gesunde Menschenversand. 2023 publizierte Sarah Elena Müller beim Limmat Verlag ihren Debütroman Bild ohne Mädchen. Von 2019 bis 2023 leitete sie das Virtual-Reality-Projekt Meine Sprache und ich – eine Annäherung an Ilse Aichingers Sprachkritik. 2019 gründete Sarah Elena Müller gemeinsam mit Katja Brunner, Anaïs Meier, Gianna Molinari, Michelle Steinbeck, Tabea Steiner und Julia Weber das feministische Autorinnen-Kollektiv RAUF. 2024 las Sarah Elena Müller auf Einladung von Thomas Strässle beim Ingeborg Bachmann-Preis ihren Text Wen ich hier seinetwegen vor mir selbst rette.

## Werke

### Buchveröffentlichungen
- Fucking God (= Ligne Éclair). Büro für Problem, Basel 2015.[6]
- Culturestress. Endziit isch immer scho inbegriffe. Der gesunde Menschenversand, Luzern 2021, ISBN 978-3-03853-117-3.[7]
- Bild ohne Mädchen. Roman. Limmat Verlag, Zürich 2023, ISBN 978-3-03926-051-5.[8]

### Alben
- 2019: Urteil. Cruise Ship Misery. (Selfpublishing)

### Virtual Reality – Projekt
- 2019–2023: Meine Sprache und ich – eine Annäherung an Ilse Aichingers Sprachkritik.[9]

### Video
- 2018: Ab ins Zwischenwesen, Videoinstallation Zusammenarbeit mit Birgit Kempker, anlässlich einer Ausstellung im Zisterzienserinnenklosters Magdenau

## Ausstellungen
- 2013: Chris Regn: Die heilige Christine und andere Frauen die sich weggeworfen haben, Kaskadenkondensator Basel[10]
- 2017: Peter Dew, Birgit Kempker, Manon, Jonathan Meese, Sarah Elena Müller, Alfred Sturzenegger, Kloster Magdenau, Wolfertswil[11]
- 2017: Sommerfenster: Argument Place, PROGR Bern[12]
- 2018: Stimmen der Zimmer, Museum Langmatt[13]
- 2022: Mental door, Kasko Basel[14]
- 2022: Meine Sprache und ich – Eine Annäherung in Virtual Reality nach dem gleichnamigen Text von Ilse Aichinger, Ausstellungsraum Klingental, Basel[15][16]

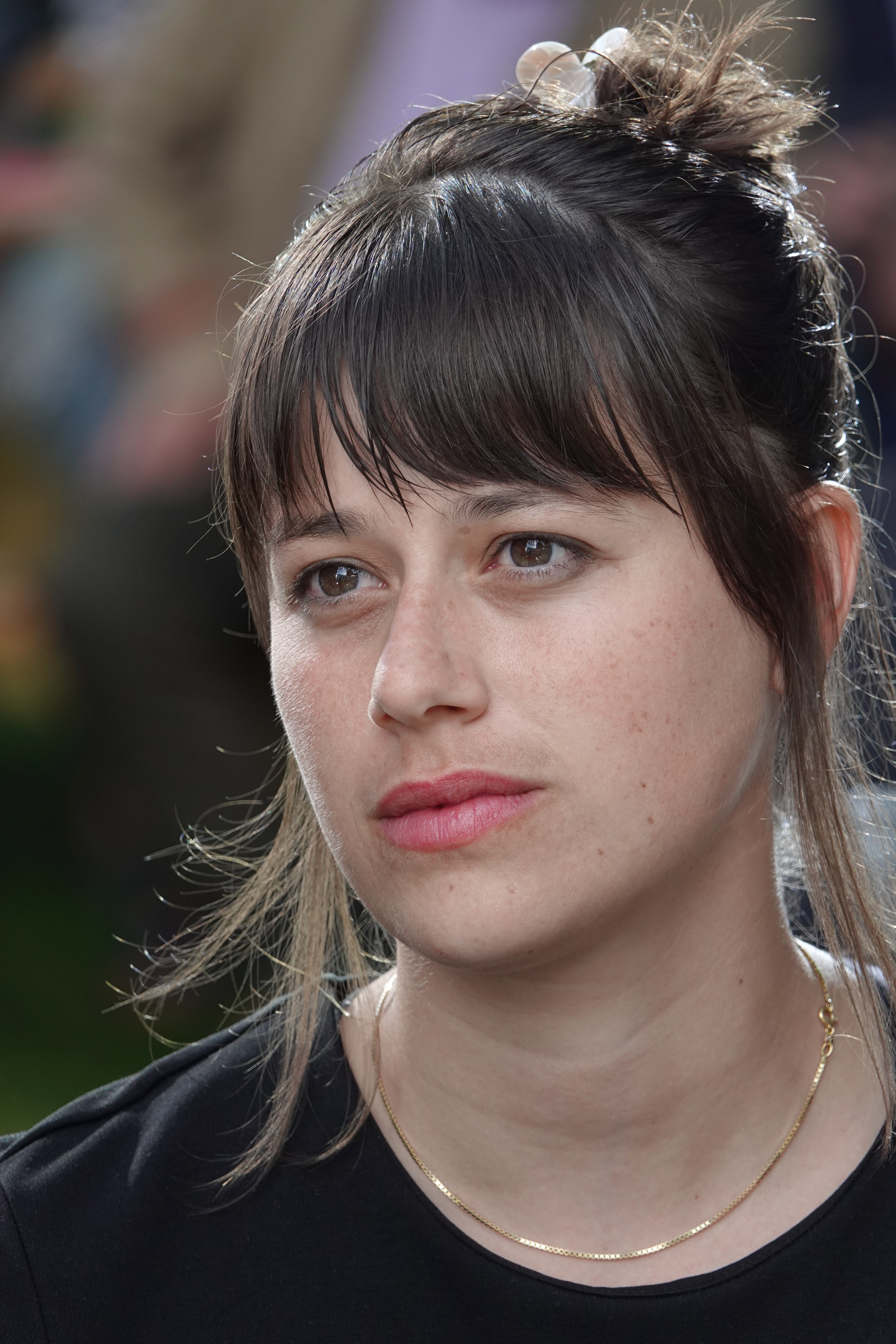
Sarah Elena Müller beim Ingeborg-Bachmann-Preis 2024

## Auszeichnungen und Stipendien
- 2016: Werkbeitrag Kunst, Kanton St. Gallen
- 2017: Werkbeitrag Literatur, Stadt Bern
- 2019: Stipendium Autorenwerkstatt, Literarisches Colloquium Berlin
- 2019: Performancepreis Schweiz, Publikumspreis[17] als Kollektiv mit Monika Dillier, Iris Ganz, Sibylle Hauert, Lysann König, Fränzi Madörin, Muda Mathis, Dorothea Mildenberger, Barbara Naegelin, Chris Regn, Andrea Saemann, Dorothea Schürch, Sus Zwick[18]
- 2019: Künstlerbegegnung der Internationalen Bodenseekonferenz, IBK
- 2020: Recherche Residenz Pro Helvetia, Kinshasa (DR Kongo)
- 2021: Residenzstipendium des Kantons Bern, Cité internationale des Arts Paris
- 2021: Weiterschreiben – Literaturstipendium der Stadt Bern
- 2022: Literaturstipendium im Bodmanhaus des Literaturhauses Thurgau
- 2023: Nomination mit Bild ohne Mädchen für den Schweizer Buchpreis
- 2023: Literaturpreis des Kantons Bern
- 2024: Landis & Gyr-Atelierstipendium London 24/25
- 2024: Nominierung für den Rauriser Literaturpreis (Shortlist) mit Bild ohne Mädchen[19]
- 2024: Nominierung für den Ingeborg-Bachmann-Preis
- 2024: Kurt-Marti-Literaturpreis[20]